# 米中もし戦わば
米中もし戦わば（べいちゅうもしたたかわば）は、ピーター・ナヴァロによって著された書籍。

## 概要
2016年11月29日に文藝春秋から出版。
著者はカリフォルニア大学アーバイン校のビジネススクールで教鞭をとる経済学者であり、2005年頃から中国に対しては強硬派として積極的にメディアに発信している。著者は第1次トランプ政権の貿易政策を担当する国家通商会議委員長でもある人物。2011年にドナルド・トランプはピーター・ナヴァロの著作がお気に入りであるというニュースが新華社で報道され、これを見たピーター・ナヴァロがドナルド・トランプに連絡を取る。2016年アメリカ合衆国大統領選挙の最中にこの2人は初めて直接出会い、そしてピーター・ナヴァロはトランプ政権のアドバイザーになっていた。
これまでの世界史を振り返ってみれば、中華人民共和国のような新興勢力とアメリカ合衆国のような既存の大国が対峙した場合には70%の確率で戦争が起きているという事実を前提として、中国とアメリカが戦争になる可能性と、戦争になった場合のシナリオを分析する。中国が入手した最先端の軍事技術は東アジアをどのように変えるかや、中国が狙う米軍基地の弱点は何なのかなどを地政学で読み解く。
現状のようにアメリカが中国製品への依存度が高ければ、アメリカが中国製品を買うたびに中国の軍事力を増強させることを手助けしているとする。このため中国の経済と軍事を弱体化させるためには、中国との貿易関係を縮小するべきであるとする。アメリカが国際社会でのリーダーシップを維持するためにはアメリカの経済を健全化させることが最も重要であり、そのためには貿易赤字を削減することであるとする。
中国の軍事力の分析では第二次世界大戦の時代には存在しなかった人工衛星による宇宙戦争の可能性や、既に水面下で始まっているサイバー戦争にも言及するなどで、中国を多方面から分析している。